# QuickTime Alternative
QuickTime Alternative – zestaw do odtwarzania plików QuickTime, które wcześniej odtwarzał tylko QuickTime Player.
W skład zestawu wchodzą:
- kodeki – pozwalają na odtwarzanie plików QuickTime na dowolnym odtwarzaczu.
- Media Player Classic – lekki odtwarzacz filmów.
- wtyczki do przeglądarek WWW.

## Odtwarzane formaty
- mov
- qt
- 3gp